# 赫米特吉 (賓夕法尼亞州)
赫米特吉（Hermitage）是位於美國賓夕法尼亞州默瑟縣的一座城市，接近賓夕法尼亞州與俄亥俄州的邊界，距離揚斯敦約24公里。2020年有人口16,230人。

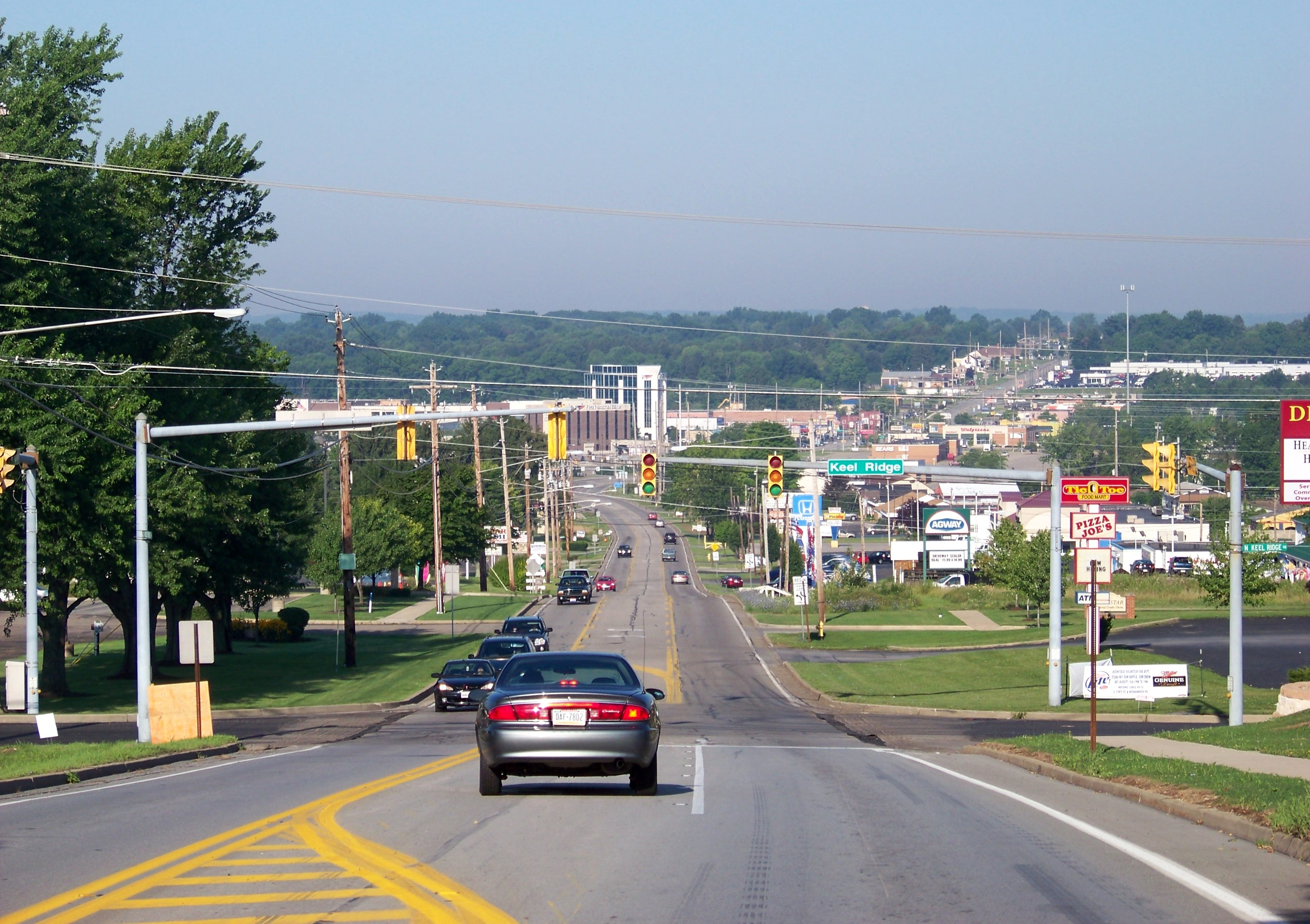
赫米特吉